# Leopold Grundwald
Leopold Grundwald (Vienna, 28 ottobre 1891 – 9 aprile 1969) è stato un calciatore austriaco, di ruolo attaccante.

## Carriera

### Nazionale
Ha collezionato 8 presenze con la propria Nazionale.

## Palmarès
- Campionato austriaco: 7

Rapid Vienna:1911-1912, 1912-1913, 1915-1916, 1916-1917, 1918-1919, 1919-1920, 1920-1921
- Coppa d'Austria: 2

Rapid Vienna:1918-1919, 1919-1920